# Александър Вишняков
Александър Иванович Вишняков (или Вишнеков) (на руски: Алекса́ндр Иванович Вишняков/Вишнеков) е руски жанров художник.
Александър Вишняков е роден през 1750/1751 г. Най-малкият син е на знаменития портретист Иван Вишняков, който има шест синове, от които четирима стават художници. Александър се учи при баща си, а също и при Иван Белски (Иван Бельский).
През 1760 и 1761 г., на възраст 9 – 10 години, името на Александър е споменато в изповедните ведомости на петербургската църква „Рождество Христово на Песках“.
Картината на Александър Вишняков „Селски пир“, създадена в края на шейсетте – началото на седемдесетте години на XVIII век, намираща се Руския държавен музей (Государственный Русский музей)  е едно от най-ранните изображения в живописта на селски трапези. „Гротескността, която е характерна за цялата сцена, е подобна на изобразяването на грубата действителност, и е характерна за холандските  и фламандски майстори от XVII век , на които и подражавали руските художници от XVIII век“.
Датата на смъртта на Александър Вишняков е неизвестна. 